# Franz Xaver Glötzle

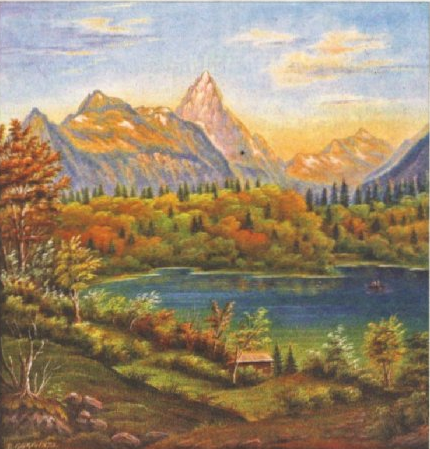
Der Christlessee

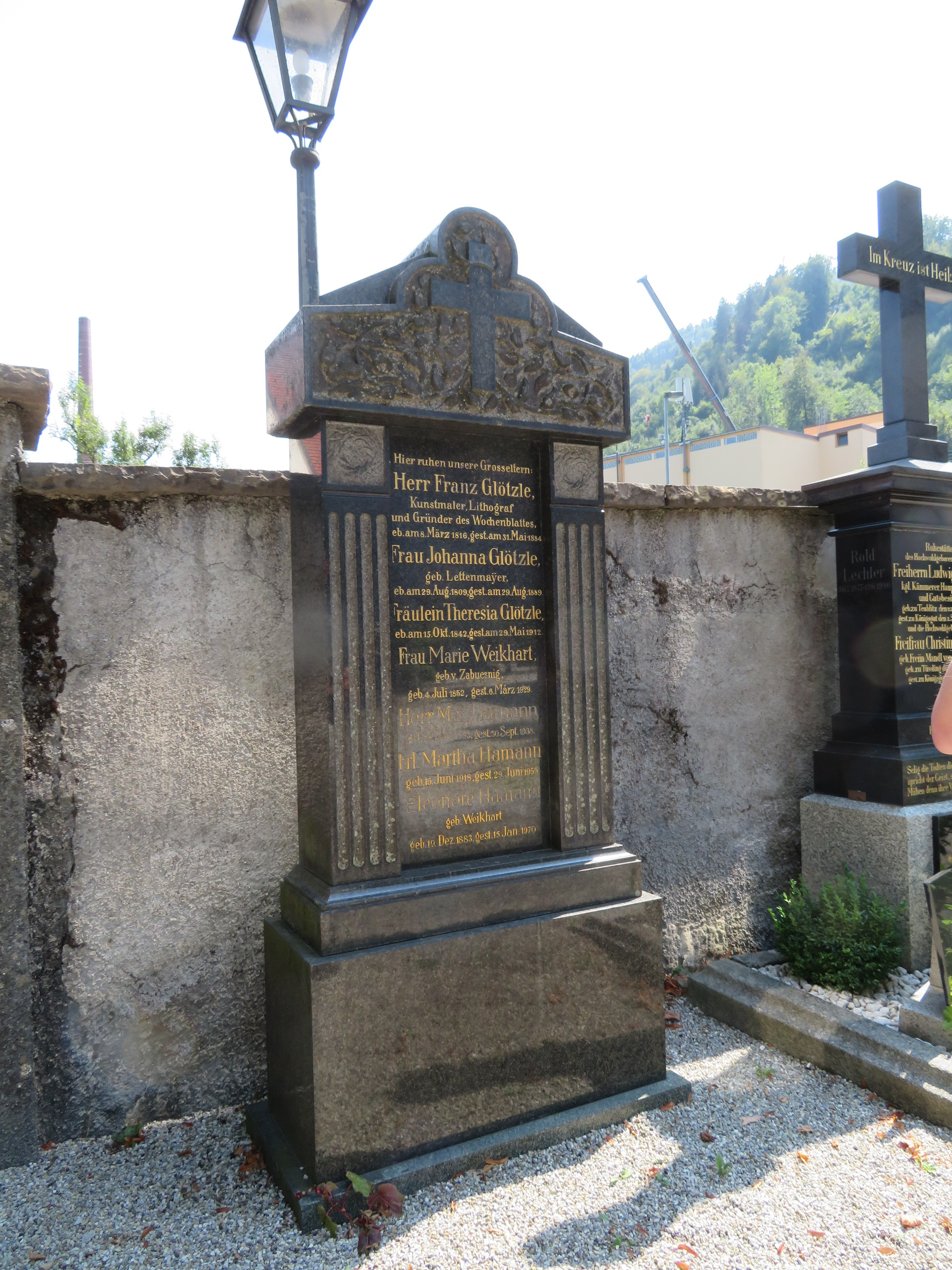
Grabmal der Familie Glötzle auf dem Immenstadter Friedhof

Franz Xaver Glötzle (* 8. März 1816 in Kempten; † 31. Mai 1884 in Immenstadt im Allgäu) war ein deutscher Maler, Lithograph und Verleger. Er war der Gründer des Allgäuer Anzeigeblattes.

## Leben
Franz Xaver Glötzle wurde als uneheliches Kind des Webergesellen Anton Glötzle und der Dienstmagd Catharina Geiß geboren und wurde zu Julius Geiß in Pflege gegeben, der als Mesner der Gottesackerkapelle in Immenstadt sein Geld verdiente, aber auch Miniaturen malte. Geiß ließ den Jungen zum Fass- und Porzellanmaler ausbilden; beeinflusst wurde Franz Xaver Glötzle, der schon in jungen Jahren Landschaftsbilder malte, vom ortsansässigen Künstler Nikolaus Drexel. Nachdem er im Jahr 1841 Johanna Margaretha Lettenmayer geheiratet hatte, überließ ihm sein Ziehvater sein Haus. Glötzle arbeitete nun auch als Lithograph; unter anderem druckte er auch Gemälde Drexels. 1948 schuf er Bilder für die Kreuzwegstationen am Kalvarienberg in Immenstadt; diese wurden im 20. Jahrhundert ersetzt. 
Um die Mitte des 19. Jahrhunderts kam er auf die Idee, eine Zeitung zu gründen. Zusammen mit dem Rechtspraktikanten Franz Offner brachte er am 2. April 1859 die erste Ausgabe des Wochenblattes für die Landgerichtsbezirke Immenstadt und Sonthofen heraus. Die Zeitung war nach einer handgeschriebenen Vorlage lithographiert und umfasste vier kleine Seiten. Wenige Wochen nach der ersten Nummer ging dieses Blatt wieder ein: Die Produktion war zu aufwändig und die Zeitung fand zu wenige Abnehmer. Glötzle beschloss, sein Vorhaben professioneller anzugehen, und absolvierte eine Lehre im Setzen und Drucken bei der Augsburger Druckerei Volkshart, die er als Meister abschloss. Am 23. Februar 1861 begann er wieder mit dem Zeitungsdruck, diesmal auf einer Stanhope-Handdruckpresse, nachdem er am 12. Februar desselben Jahres eine Konzession zur Herausgabe eines Wochenblattes vom bayerischen König erhalten hatte. Das Allgäuer Anzeigeblatt nahm damit seinen Anfang: 1863 wurde Glötzles Organ Amtsblatt für alle Gemeinde- und Stiftungsverwaltungen des Amtsbezirks. 1873 erhielt es den Namen Algäuer Anzeigeblatt und zwei Jahre später erschien es nicht mehr wöchentlich, sondern täglich.
Franz Xaver Glötzle war auch weiterhin künstlerisch tätig. Zu einem Bericht Benno Raudheneggers über die Hochwasser- und Bergsturzkatastrophe im Jahr 1873, der viele Gebäude in Immenstadt zum Opfer fielen und die etliche Menschenleben forderte, schuf er die Illustrationen. Sie zeigen unter anderem die Zustände im Steigbachtobel, die Stauungen des Wassers an der Eisenbahnbrücke, den überschwemmten Marktplatz und demolierte Gebäude. Von 1879 bis 1882 schuf er zahlreiche Ölgemälde von Ruinen des Allgäus. Werke Glötzles befinden sich im Museum Hofmühle in Immenstadt und im Heimathaus Sonthofen.
Franz Xaver Glötzle wurde auf dem Friedhof in Immenstadt beigesetzt, sein Grabmal ist erhalten geblieben. Sein vierter Sohn war der Maler Ludwig Glötzle.
Das Museum Hofmühle in Immenstadt zeigte 2009/10 eine Sonderausstellung zu Leben und Werk Glötzles.